# Biding
Biding és un municipi francès, situat al departament del Mosel·la i a la regió del Gran Est. L'any 2007 tenia 322 habitants.

## Demografia

### Població
El 2007 la població de fet de Biding era de 322 persones. Hi havia 114 famílies, de les quals 28 eren unipersonals (12 homes vivint sols i 16 dones vivint soles), 25 parelles sense fills, 45 parelles amb fills i 16 famílies monoparentals amb fills.
La població ha evolucionat segons el següent gràfic:
Habitants censats

### Habitatges
El 2007 hi havia 125 habitatges, 117 eren l'habitatge principal de la família, 2 eren segones residències i 5 estaven desocupats. 108 eren cases i 16 eren apartaments. Dels 117 habitatges principals, 96 estaven ocupats pels seus propietaris, 21 estaven llogats i ocupats pels llogaters i 1 estava cedit a títol gratuït; 6 tenien dues cambres, 8 en tenien tres, 15 en tenien quatre i 87 en tenien cinc o més. 108 habitatges disposaven pel capbaix d'una plaça de pàrquing. A 38 habitatges hi havia un automòbil i a 66 n'hi havia dos o més.

### Piràmide de població
La piràmide de població per edats i sexe el 2009 era:
| Homes | Edats   | Dones |
| ----- | ------- | ----- |
| 0     | 95 o +  | 0     |
| 0     | 90 a 94 | 0     |
| 0     | 85 a 89 | 4     |
| 0     | 80 a 84 | 0     |
| 4     | 75 a 79 | 0     |
| 8     | 70 a 74 | 16    |
| 4     | 65 a 69 | 4     |
| 0     | 60 a 64 | 0     |
| 8     | 55 a 59 | 0     |
| 16    | 50 a 54 | 16    |
| 12    | 45 a 49 | 24    |
| 12    | 40 a 44 | 8     |
| 12    | 35 a 39 | 8     |
| 8     | 30 a 34 | 8     |
| 12    | 25 a 29 | 12    |
| 12    | 20 a 24 | 12    |
| 12    | 15 a 19 | 16    |
| 24    | 10 a 14 | 4     |
| 8     | 5 a 9   | 4     |
| 4     | 0 a 4   | 8     |

## Economia
El 2007 la població en edat de treballar era de 222 persones, 164 eren actives i 58 eren inactives. De les 164 persones actives 148 estaven ocupades (86 homes i 62 dones) i 15 estaven aturades (5 homes i 10 dones). De les 58 persones inactives 21 estaven jubilades, 15 estaven estudiant i 22 estaven classificades com a «altres inactius».

### Ingressos
El 2009 a Biding hi havia 124 unitats fiscals que integraven 321 persones, la mediana anual d'ingressos fiscals per persona era de 18.884 €.

### Activitats econòmiques
Dels 4 establiments que hi havia el 2007, 2 eren d'empreses de construcció, 1 d'una empresa de serveis i 1 d'una entitat de l'administració pública.
Els 2 serveis als particulars que hi havia el 2009 eren lampisteries.
L'any 2000 a Biding hi havia 8 explotacions agrícoles que ocupaven un total de 320 hectàrees.

## Equipaments sanitaris i escolars
El 2009 hi havia una escola elemental integrada dins d'un grup escolar amb les comunes properes formant una escola dispersa.

## Poblacions més properes
El següent diagrama mostra les poblacions més properes.